# Książ Wielki (gemeente)
De gemeente Książ Wielki is een landgemeente in het Poolse woiwodschap Klein-Polen, in powiat Miechowski.
De zetel van de gemeente is in Książ Wielki.
Op 30 juni 2004 telde de gemeente 5604 inwoners.

## Oppervlakte gegevens
In 2002 bedroeg de totale oppervlakte van gemeente Książ Wielki 137,8 km², waarvan:
- agrarisch gebied: 67%
- bossen: 27%

De gemeente beslaat 20,36% van de totale oppervlakte van de powiat.

## Demografie
Stand op 30 juni 2004:
| Omschrijving                   | Totaal | Totaal | Vrouwen | Vrouwen | Mannen | Mannen |
| ------------------------------ | ------ | ------ | ------- | ------- | ------ | ------ |
| eenheid                        | aantal | %      | aantal  | %       | aantal | %      |
| inwoners                       | 5604   | 100    | 2890    | 51,6    | 2714   | 48,4   |
| bevolkingsdichtheid (inw./km²) | 40,7   | 40,7   | 21      | 21      | 19,7   | 19,7   |

In 2002 bedroeg het gemiddelde inkomen per inwoner 1341,72 zł.

## Administratieve plaatsen (sołectwo)
Antolka, Boczkowice, Cisie, Cisia Wola, Częstoszowice, Giebułtów, Głogowiany-Wrzosy, Głogowiany-Stara Wieś, Konaszówka, Książ Mały, Książ Mały-Kolonia, Książ Wielki, Krzeszówka, Łazy, Mianocice, Małoszów, Moczydło, Rzędowice, Trzonów, Tochołów, Wielka Wieś, Zaryszyn.

## Aangrenzende gemeenten
Charsznica, Działoszyce, Kozłów, Miechów, Słaboszów, Wodzisław